# 華村実代子
華村 実代子（はなむら みよこ、4月8日 - ）は、最高位戦日本プロ麻雀協会に所属する女性プロ雀士。東京都出身。以前は日本プロ麻雀協会に所属していた。夫は同団体所属の河野直也。

## 人物
最高位戦日本プロ麻雀協会第35期前期入会。その後日本プロ麻雀協会第14期前期入会。2021年7月26日より再度最高位戦日本プロ麻雀協会に復帰入会。愛称は「３４５（みよこ）の女神」。
大崎初音、黄河のんと共に麻雀教室「紅孔雀」で講師をしている。
現在のところ、最高位戦日本プロ麻雀協会の公式戦への出場予定はないとしている。

## 主な実績
- 第12回野口恭一朗賞 女流棋士部門・第3位